# Road Race Showcase 2019
Navigation
Édition précédente Édition suivante
La 52e édition du Road Race Showcase 2019 (officiellement appelé le 2019 Continental Tire Road Race Showcase) a été une course de voitures de sport organisée sur le circuit de Road America au Wisconsin, aux États-Unis, qui s'est déroulée le 4 août 2019. Il s'agissait de la neuvième manche du championnat United SportsCar Championship 2019 et toutes les catégories de voitures du championnat ont participé à la course.

## Course

### Classement de la course
- Les vainqueurs de chaque catégorie sont signalés par un fond jauni.

| Pos | Classe | no  | Écurie                                                   | Pilotes                            | Châssis                         | Tours | Temps               |
| Pos | Classe | no  | Écurie                                                   | Pilotes                            | Moteur                          | Tours | Temps               |
| --- | ------ | --- | -------------------------------------------------------- | ---------------------------------- | ------------------------------- | ----- | ------------------- |
| 1   | DPi    | 55  | Mazda Team Joest                                         | Jonathan Bomarito Harry Tincknell  | Mazda RT24-P                    | 83    | 2 h 41 min 43 s 115 |
| 1   | DPi    | 55  | Mazda Team Joest                                         | Jonathan Bomarito Harry Tincknell  | Mazda MZ-2.0T 2,0 l I4 Turbo    | 83    | 2 h 41 min 43 s 115 |
| 2   | DPi    | 6   | Acura Team Penske                                        | Dane Cameron Juan Pablo Montoya    | Acura ARX-05                    | 83    | + 0 s 227           |
| 2   | DPi    | 6   | Acura Team Penske                                        | Dane Cameron Juan Pablo Montoya    | Acura AR35TT 3,5 l V6 Turbo     | 83    | + 0 s 227           |
| 3   | DPi    | 77  | Mazda Team Joest                                         | Oliver Jarvis Tristan Nunez        | Mazda RT24-P                    | 83    | + 3 s 114           |
| 3   | DPi    | 77  | Mazda Team Joest                                         | Oliver Jarvis Tristan Nunez        | Mazda MZ-2.0T 2,0 l I4 Turbo    | 83    | + 3 s 114           |
| 4   | DPi    | 31  | Whelen Engineering Racing                                | Felipe Nasr Pipo Derani            | Cadillac DPi-V.R                | 83    | + 1 min 16 s 250    |
| 4   | DPi    | 31  | Whelen Engineering Racing                                | Felipe Nasr Pipo Derani            | Cadillac 5,5 l V8 Atmo          | 83    | + 1 min 16 s 250    |
| 5   | DPi    | 10  | Konica Minolta Cadillac DPi-V.R                          | Renger van der Zande Jordan Taylor | Cadillac DPi-V.R                | 83    | + 1 min 20 s 362    |
| 5   | DPi    | 10  | Konica Minolta Cadillac DPi-V.R                          | Renger van der Zande Jordan Taylor | Cadillac 5,5 l V8 Atmo          | 83    | + 1 min 20 s 362    |
| 6   | DPi    | 5   | Mustang Sampling Racing                                  | João Barbosa Filipe Albuquerque    | Cadillac DPi-V.R                | 83    | + 1 min 50 s 473    |
| 6   | DPi    | 5   | Mustang Sampling Racing                                  | João Barbosa Filipe Albuquerque    | Cadillac 5,5 l V8 Atmo          | 83    | + 1 min 50 s 473    |
| 7   | DPi    | 7   | Acura Team Penske                                        | Hélio Castroneves Ricky Taylor     | Acura ARX-05                    | 83    | + 1 min 55 s 838    |
| 7   | DPi    | 7   | Acura Team Penske                                        | Hélio Castroneves Ricky Taylor     | Acura AR35TT 3,5 l V6 Turbo     | 83    | + 1 min 55 s 838    |
| 8   | DPi    | 85  | JDC Miller Motorsports                                   | Mikhail Goikhberg Tristan Vautier  | Cadillac DPi-V.R                | 82    | + 1 tour            |
| 8   | DPi    | 85  | JDC Miller Motorsports                                   | Mikhail Goikhberg Tristan Vautier  | Cadillac 5,5 l V8 Atmo          | 82    | + 1 tour            |
| 9   | DPi    | 84  | JDC Miller Motorsports                                   | Simon Trummer Stephen Simpson      | Cadillac DPi-V.R                | 82    | + 1 tour            |
| 9   | DPi    | 84  | JDC Miller Motorsports                                   | Simon Trummer Stephen Simpson      | Cadillac 5,5 l V8 Atmo          | 82    | + 1 tour            |
| 10  | LMP2   | 52  | PR1/Mathiasen Motorsports                                | Matt McMurry Patrick Kelly         | Oreca 07                        | 79    | + 4 tours           |
| 10  | LMP2   | 52  | PR1/Mathiasen Motorsports                                | Matt McMurry Patrick Kelly         | Gibson GK428 4,2 l V8 Atmo      | 79    | + 4 tours           |
| 11  | LMP2   | 38  | Performance Tech Motorsports                             | Cameron Cassels James French       | Oreca 07                        | 79    | + 4 tours           |
| 11  | LMP2   | 38  | Performance Tech Motorsports                             | Cameron Cassels James French       | Gibson GK428 4,2 l V8 Atmo      | 79    | + 4 tours           |
| 12  | GTLM   | 67  | Ford Chip Ganassi Racing                                 | Ryan Briscoe Richard Westbrook     | Ford GT                         | 77    | + 6 tours           |
| 12  | GTLM   | 67  | Ford Chip Ganassi Racing                                 | Ryan Briscoe Richard Westbrook     | Ford EcoBoost 3,5 l V6 Turbo    | 77    | + 6 tours           |
| 13  | GTLM   | 66  | Ford Chip Ganassi Racing                                 | Joey Hand Dirk Müller              | Ford GT                         | 77    | + 6 tours           |
| 13  | GTLM   | 66  | Ford Chip Ganassi Racing                                 | Joey Hand Dirk Müller              | Ford EcoBoost 3,5 l V6 Turbo    | 77    | + 6 tours           |
| 14  | GTLM   | 912 | Porsche GT Team                                          | Earl Bamber Laurens Vanthoor       | Porsche 911 RSR                 | 77    | + 6 tours           |
| 14  | GTLM   | 912 | Porsche GT Team                                          | Earl Bamber Laurens Vanthoor       | Porsche 4,0 l Flat-6 Atmo       | 77    | + 6 tours           |
| 15  | GTLM   | 3   | Corvette Racing                                          | Antonio García Jan Magnussen       | Chevrolet Corvette C7.R         | 77    | + 6 tours           |
| 15  | GTLM   | 3   | Corvette Racing                                          | Antonio García Jan Magnussen       | Chevrolet LT 5,5 l V8 Atmo      | 77    | + 6 tours           |
| 16  | GTLM   | 25  | BMW Team RLL                                             | Tom Blomqvist Connor De Phillippi  | BMW M8 GTE                      | 77    | + 6 tours           |
| 16  | GTLM   | 25  | BMW Team RLL                                             | Tom Blomqvist Connor De Phillippi  | BMW S63 4,0 l V8 Bi-Turbo       | 77    | + 6 tours           |
| 17  | GTLM   | 4   | Corvette Racing                                          | Oliver Gavin Tommy Milner          | Chevrolet Corvette C7.R         | 76    | + 7 tours           |
| 17  | GTLM   | 4   | Corvette Racing                                          | Oliver Gavin Tommy Milner          | Chevrolet LT 5,5 l V8 Atmo      | 76    | + 7 tours           |
| 18  | GTLM   | 911 | Porsche GT Team                                          | Patrick Pilet Nick Tandy           | Porsche 911 RSR                 | 76    | + 7 tours           |
| 18  | GTLM   | 911 | Porsche GT Team                                          | Patrick Pilet Nick Tandy           | Porsche 4,0 l Flat-6 Atmo       | 76    | + 7 tours           |
| 19  | GTD    | 9   | Pfaff Motorsports                                        | Matt Campbell Zacharie Robichon    | Porsche 911 GT3 R               | 75    | + 8 tours           |
| 19  | GTD    | 9   | Pfaff Motorsports                                        | Matt Campbell Zacharie Robichon    | Porsche 4,0 l Flat-6 Atmo       | 75    | + 8 tours           |
| 20  | GTD    | 48  | Paul Miller Racing                                       | Bryan Sellers Corey Lewis          | Lamborghini Huracán GT3 Evo     | 74    | + 9 tours           |
| 20  | GTD    | 48  | Paul Miller Racing                                       | Bryan Sellers Corey Lewis          | Lamborghini 5,2 l V10 Atmo      | 74    | + 9 tours           |
| 21  | GTD    | 96  | Turner Motorsport                                        | Bill Auberlen Robby Foley          | BMW M6 GT3                      | 74    | + 9 tours           |
| 21  | GTD    | 96  | Turner Motorsport                                        | Bill Auberlen Robby Foley          | BMW P63 4,4 l V8 Turbo          | 74    | + 9 tours           |
| 22  | GTD    | 14  | AIM Vasser-Sullivan                                      | Richard Heistand Jack Hawksworth   | Lexus RC F GT3                  | 74    | + 9 tours           |
| 22  | GTD    | 14  | AIM Vasser-Sullivan                                      | Richard Heistand Jack Hawksworth   | Lexus 5,0 l V8                  | 74    | + 9 tours           |
| 23  | GTD    | 86  | Meyer Shank Racing avec Curb Agajanian Performance Group | Mario Farnbacher Trent Hindman     | Acura NSX GT3 Evo               | 74    | + 9 tours           |
| 23  | GTD    | 86  | Meyer Shank Racing avec Curb Agajanian Performance Group | Mario Farnbacher Trent Hindman     | Acura 3,5 l V6 Turbo            | 74    | + 9 tours           |
| 24  | GTD    | 44  | Magnus Racing                                            | Andy Lally John Potter             | Lamborghini Huracán GT3 Evo     | 74    | + 9 tours           |
| 24  | GTD    | 44  | Magnus Racing                                            | Andy Lally John Potter             | Lamborghini 5,2 l V10 Atmo      | 74    | + 9 tours           |
| 25  | GTD    | 63  | WeatherTech Racing                                       | Cooper MacNeil Toni Vilander       | Ferrari 488 GT3                 | 74    | + 9 tours           |
| 25  | GTD    | 63  | WeatherTech Racing                                       | Cooper MacNeil Toni Vilander       | Ferrari F154CB 3,9 l V8 Turbo   | 74    | + 9 tours           |
| 26  | GTD    | 91  | Wright Motorsports                                       | Anthony Imperato Dennis Olsen      | Porsche 911 GT3 R               | 74    | + 9 tours           |
| 26  | GTD    | 91  | Wright Motorsports                                       | Anthony Imperato Dennis Olsen      | Porsche 4,0 l Flat-6 Atmo       | 74    | + 9 tours           |
| 27  | GTD    | 12  | AIM Vasser-Sullivan                                      | Frankie Montecalvo Townsend Bell   | Lexus RC F GT3                  | 74    | + 9 tours           |
| 27  | GTD    | 12  | AIM Vasser-Sullivan                                      | Frankie Montecalvo Townsend Bell   | Lexus 5,0 l V8                  | 74    | + 9 tours           |
| 28  | GTD    | 8   | Starworks Motorsport                                     | Parker Chase Ryan Dalziel          | Audi R8 LMS                     | 74    | + 9 tours           |
| 28  | GTD    | 8   | Starworks Motorsport                                     | Parker Chase Ryan Dalziel          | Audi 5,2 l V10 Atmo             | 74    | + 9 tours           |
| 29  | GTD    | 74  | Lone Star Racing                                         | Gar Robinson Lawson Aschenbach     | Mercedes-AMG GT3                | 74    | + 9 tours           |
| 29  | GTD    | 74  | Lone Star Racing                                         | Gar Robinson Lawson Aschenbach     | Mercedes-AMG M159 6,2 l V8      | 74    | + 9 tours           |
| 30  | GTD    | 76  | Compass Racing                                           | Matt Plumb (en) Paul Holton        | McLaren 720S GT3                | 73    | + 10 tours          |
| 30  | GTD    | 76  | Compass Racing                                           | Matt Plumb (en) Paul Holton        | McLaren M840T 4,0 l V8 Bi-Turbo | 73    | + 10 tours          |
| 31  | GTD    | 57  | Heinricher Racing avec Meyer Shank Racing                | Katherine Legge Beatriz Figueiredo | Acura NSX GT3 Evo               | 72    | + 11 tours          |
| 31  | GTD    | 57  | Heinricher Racing avec Meyer Shank Racing                | Katherine Legge Beatriz Figueiredo | Acura 3,5 l V6 Turbo            | 72    | + 11 tours          |
| 32  | GTLM   | 24  | BMW Team RLL                                             | Jesse Krohn John Edwards           | BMW M8 GTE                      | 72    | + 11 tours          |
| 32  | GTLM   | 24  | BMW Team RLL                                             | Jesse Krohn John Edwards           | BMW S63 4,0 l V8 Bi-Turbo       | 72    | + 11 tours          |
| 33  | GTD    | 33  | Mercedes-AMG Team Riley Motorsports                      | Jeroen Bleekemolen Ben Keating     | Mercedes-AMG GT3                | 68    | + 15 tours          |
| 33  | GTD    | 33  | Mercedes-AMG Team Riley Motorsports                      | Jeroen Bleekemolen Ben Keating     | Mercedes-AMG M159 6,2 l V8      | 68    | + 15 tours          |
| 34  | DPi    | 54  | CORE Autosport                                           | Jonathan Bennett Colin Braun       | Nissan Onroak DPi               | 66    | Abandon             |
| 34  | DPi    | 54  | CORE Autosport                                           | Jonathan Bennett Colin Braun       | Nissan VR38DETT 3,8 l V6 Turbo  | 66    | Abandon             |
| 35  | GTD    | 73  | Park Place Motorsports                                   | Patrick Lindsey Patrick Long       | Porsche 911 GT3 R               | 52    | Abandon             |
| 35  | GTD    | 73  | Park Place Motorsports                                   | Patrick Lindsey Patrick Long       | Porsche 4,0 l Flat-6 Atmo       | 52    | Abandon             |

## Pole position et record du tour
- Pole position :  Dane Cameron (#6 Acura Team Penske) en 1 min 48 s 715
- Meilleur tour en course :  Oliver Jarvis (#77 Mazda Team Joest) en 1 min 51 s 133

## Tours en tête
- no 6 Acura ARX-05 - Acura Team Penske : 20 tours (1-14 / 34-37 / 48-49)[2]
- no 55 Mazda RT24-P - Mazda Team Joest : 44 tours (15/16 / 38-47 / 52-83)
- no 7 Acura ARX-05 - Acura Team Penske : 15 tours (17-31)
- no 10 Cadillac DPi-V.R - Konica Minolta Cadillac DPi-V.R : 4 tours (32-33 / 50-51)

## À noter
- Longueur du circuit : 4,048 miles
- Distance parcourue par les vainqueurs : 335,984 miles